# Epiphragma ornatipenne
Epiphragma ornatipenne är en tvåvingeart som först beskrevs av Enrico Adelelmo Brunetti 1918.  Epiphragma ornatipenne ingår i släktet Epiphragma och familjen småharkrankar. Inga underarter finns listade i Catalogue of Life.